# One Step Closer (The Doobie Brothers)
| Recensione                        | Giudizio      |
| --------------------------------- | ------------- |
| AllMusic                          | [ 2 ]         |
| Robert Christgau                  | B-            |
| The New Rolling Stone Album Guide | [ 4 ]         |
| Sputnikmusic                      | 2.4 (Average) |
| Piero Scaruffi                    | [ 6 ]         |
| Dizionario del Pop-Rock           | [ 7 ]         |
| 24.000 dischi                     | [ 8 ]         |

One Step CLoser è il nono album discografico in studio del gruppo musicale rock statunitense The Doobie Brothers, pubblicato nel settembre del 1980.

## Tracce
Lato A
1. Dedicate This Heart – 4:07 (Michael McDonald, Paul Anka)
2. Real Love – 4:18 (Michael McDonald, Patrick Henderson)
3. No Stoppin' Us Now – 4:40 (Patrick Simmons, Michael McDonald)
4. Thank You Love – 6:22 (Cornelius Bumpus)

Lato B
1. One Step Closer – 4:10 (Keith Knudsen, John McFee, Carlene Carter)
2. Keep This Train A-Rollin' – 3:29 (Michael McDonald)
3. Just in Time – 2:43 (Patrick Simmons)
4. South Bay Strut – 4:05 (Chet McCracken, John McFee)
5. One By One – 3:47 (Bobby LaKind, Michael McDonald)

## Formazione
Gruppo
- Patrick Simmons - chitarre, voce
- Michael McDonald - tastiere, sintetizzatori, voce
- John McFee - chitarre, voce
- Keith Knudsen - batteria, voce
- Chet McCracken - batteria, vibrafono, marimba
- Tiran Porter - basso
- Cornelius Bumpus - sassofono tenore, sassofono soprano, organo, voce

Collaboratori
- Bobby LaKind - congas, bongos, accompagnamento vocale-cori
- Nicolette Larson - accompagnamento vocale-coro (brani: Real Love, Dedicate This Heart e Just in Time)
- Patrick Henderson - tastiere (brani: Real Love, One by One e Keep This Train A-Rollin')
- Lee Thornburg - tromba (brano: South Bay Strut)
- Lee Thornburg - flicorno (brano: Dedicate This Heart)
- Jimmie Haskell - arrangiamento strumenti ad arco (brani: Real Love e South Bay Strut)
- Christopher Thompson - accompagnamento vocale-coro (brano: No Stoppin' Us Now)
- Jerome Jumonville - arrangiamento strumenti a fiato (brano: Keep This Train A-Rollin')
- Jerome Jumonville - sassofono tenore (brano: Keep This Train A-Rollin')
- Cornelius Bumpus - sassofono tenore (brano: Keep This Train A-Rollin')
- Joel Peskin - sassofono baritono (brano: Keep This Train A-Rollin')
- Lee Thornburg - tromba (brano: Keep This Train A-Rollin')
- Bill Armstrong - tromba (brano: Keep This Train A-Rollin')
- Ted Templeman - tamburello, cowbell, maracas

Note aggiuntive
- Ted Templeman - produttore
- Susyn Schops - coordinatrice alla produzione
- Joan Parker - assistente alla produzione
- Registrato e mixato al Sunset Sound Recorders di Hollywood, California
- Registrazioni aggiunte al Warner Bros. Recording Studio di North Hollywood, California; al United Sound Recorders di Detroit, Michigan ed al A&R Recorders di New York
- Jim Isaacson - ingegnere delle registrazioni
- Gene Meros - secondo ingegnere delle registrazioni
- Mastering effettuato al Kendun Recorders di Burbank, California
- David Gest & Assoc. - pubblicità
- Bruce Cohn - management
- Kent Duncan - ingegnere mastering
- Jim Welch - art direction e design
- Norman Seeff - fotografia[11]

## Classifica
Album
| Anno | Classifica             | Posizione raggiunta |
| ---- | ---------------------- | ------------------- |
| 1980 | Billboard 200          | 3                   |
| 1980 | Top R&B/Hip-Hop Albums | 31                  |
| 1980 | Official Albums Chart  | 53                  |

Singoli
| Anno | Titolo del brano | Classifica            | Posizione raggiunta |
| ---- | ---------------- | --------------------- | ------------------- |
| 1980 | Real Love        | Billboard Hot 100     | 5                   |
| 1980 | Real Love        | Adult Contemporary    | 10                  |
| 1980 | Real Love        | Hot R&B/Hip-Hop Songs | 40                  |
| 1980 | Real Love        | Dance Club Songs      | 70                  |
| 1980 | One Step Closer  | Adult Contemporary    | 21                  |
| 1981 | One Step Closer  | Billboard Hot 100     | 24                  |